# بازوبانيب
بازوبانيب(Pazopanib)، الذي يُباع تحت الإسم التجاري فوترينت(Votrient)، هو دواء يستخدم لعلاج سرطان الخلايا الكلوية (RCC) و بعض أنواع ساركوما الأنسجة الرخوة .  في RCC يستخدم عندما تفشل العلاجات الأخرى.  و يؤخذ عن طريق الفم. 
تشمل الآثار الجانبية الشائعة ما يلي: الإسهال و ارتفاع ضغط الدم و الشعر الأبيض و الغثيان و التعب و آلام البطن وانخفاض خلايا الدم و مشاكل في الكبد.  قد تشمل الآثار الجانبية الأخرى أيضا: قصور الغدة الدرقية، و إطالة فترة كيو تي، و النزيف، و جلطات الدم، و الثقب المعوي المعدي.  أما استخدامه أثناء الحمل قد يضر الجنين.  و هو مثبط التيروزين كيناز. 
ووفق عليه للاستخدام الطبي في الولايات المتحدة في عام 2009.  و في أوروبا حصل على موافقة مشروطة في عام 2010 ثم موافقة كاملة في 2013.  في المملكة المتحدة، يكلف هيئة الخدمات الصحية الوطنية حوالي 2250 جنيهًا إسترلينيًا شهريًا اعتبارًا من عام 2021.  في الولايات المتحدة يكلف هذا القدر حوالي 14200 دولار أمريكي. 